# Induration
Der Begriff Induration (über englisch induration aus lateinisch induratiō und durus = hart) beschreibt in der Medizin eine Verhärtung von Gewebe. Grundsätzlich können alle Arten weichen Körpergewebes (beispielsweise Lunge, Leber und Haut) verhärten. Typischerweise ist die Fibrose (Vermehrung von Bindegewebe, beispielsweise infolge Entzündungen, lokaler immunologischer Prozesse oder Mikrotraumata) ursächlich. So wird angenommen, dass eine Induration der Haut bei Rosazea Folge einer mastzellinduzierten Fibrose und die der Tunica albuginea bei der Induratio penis plastica Folge wiederholter Mikrotraumata ist. Im deutschen Sprachraum wurde der Begriff in der Vergangenheit besonders häufig im Zusammenhang mit den Folgen einer Syphilis (Primäraffekt) verwendet.